# Tiukatjärnarna
Tiukatjärnarna är varandra näraliggande sjöar i Jokkmokks kommun i Lappland som ingår i Luleälvens huvudavrinningsområde.
- Tiukatjärnarna (Jokkmokks socken, Lappland, 739585-167179), sjö i Jokkmokks kommun, 66°36′48″N 19°40′45″Ö / 66.6132°N 19.6792°Ö (8,55 ha)
- Tiukatjärnarna (Jokkmokks socken, Lappland, 739625-167133), sjö i Jokkmokks kommun, 66°36′59″N 19°40′26″Ö / 66.6163°N 19.6738°Ö